# Fadil Nasufi
Fadil Ramo Nasufi (ur. 18 marca 1958 w Beracie) – albański nauczyciel, burmistrz Beratu w latach 2003-2015, deputowany do Zgromadzenia Albanii z ramienia Socjalistycznej Partii Albanii.

## Życiorys
W 1982 roku ukończył studia biologiczno-chemiczne na Uniwersytecie Tirańskim. Pracował następnie przez cztery lata w szkole w Roshniku.
W 2007 roku ukończył studia w zakresie ekonomii na Uniwersytecie we Wlorze.

### Działalność polityczna
W latach 1987–1991 był przewodniczącym struktur Związku Młodzieży Pracy Albanii w Beracie, następnie wiceprzewodniczącym (1991-1992), sekretarzem organizacyjnym (1994-1998) oraz przewodniczącym (1998-2003) struktur Socjalistycznej Partii Albanii w tym mieście.
W latach 2003–2015 był burmistrzem Beratu.
W 2017 roku został deputowanym do albańskiego parlamentu z ramienia Socjalistycznej Partii Albanii.